# Museu Nacional de Belles Arts d'Alger
El Museu Nacional de Belles Arts d'Alger (en àrab: متحف الوطني للفنون الجميلة, en francès: Musée national des beaux-arts d'Alger) és un museu localitzat a la ciutat d'Alger, la capital del país africà d'Algèria, que amb les seves 8.000 obres, és el museu d'art més gran a la regió del Magrib i del continent africà.